# Santa Olalla del Valle
Santa Olalla del Valle es una localidad situada en la  provincia de Burgos, comunidad autónoma de Castilla y León (España), comarca de Montes de Oca, ayuntamiento de Villagalijo.

## Datos generales
En 2007, contaba con 22 habitantes. Está situada 2 km al este de la capital del municipio y al oeste de la localidad de San Vicente del Valle. Cruce de caminos hacia Espinosa del Monte, al este, y Pradoluengo, al oeste. Bañada por el río Tirón.

## Comunicaciones
- Carretera:  provincial que conecta con la autonómica BU-811 de Belorado a Ezcaray a la altura de Santa Olalla

## Situación administrativa
Entidad Local Menor cuyo alcalde pedáneo es María Concepción Fernández Ochoa del Partido Popular.

## Medio ambiente
En el espacio natural de sierra de la Demanda

## Historia
Villa que formaba parte, del  Valle de San Vicente  en el  partido de Burgos, uno de los catorce que formaban la Intendencia de Burgos durante el periodo comprendido entre 1785 y 1833, tal como se recoge en el Censo de Floridablanca de 1787. Tenía jurisdicción de realengo con alcalde ordinario.
Antiguo municipio de Castilla la Vieja en el Belorado,  código INE-095141 que en el censo de la matrícula catastral contaba con 12 hogares y 37 vecinos. Entre el censo de 1857 y el anterior, desaparece al integrarse en el municipio 09433 Villagalijo.

## Parroquia
Iglesia católica de Santa Eulalia de Mérida, dependiente de la parroquia de Fresneda de la Sierra Tirón en el Arciprestazgo de Oca-Tirón, diócesis de Burgos, el párroco reside en Pradoluengo.